# Thác Tuấn Kinh
Thác Tuấn Kinh (tiếng Hàn: 척준경; Hanja: 拓俊京; Romaja: Cheok Jun-gyeong; ? - 1144) là tướng lĩnh nhà Cao Ly trong lịch sử Triều Tiên. Thác Tuấn Kinh nhiều lần đánh bại quân Nữ Chân và là thủy tổ của hào môn Cốc Sơn Thác thị.

## Tiểu sử
Thác Tuấn Kinh giữ chức Khu mật viện biệt giá thời Cao Ly Túc Tông. Năm 1104, Tuấn Kinh theo Doãn Quán đánh Nữ Chân, nhiều lần lập công.
Năm 1117, thăng quan cấp sự trung Tây bắc diện binh mã phó sứ. Năm 1122, thăng Vệ úy khanh kiêm trực Môn hạ tỉnh. Năm 1123, gia quan Lại bộ thượng thư, tham tri chính sự. Năm 1124, lần lượt gia phong khai phủ nghi đồng tam ti, kiểm hiệu tư đồ, thủ tư không, tung thư thị lang, bình chương sự.
Năm 1126, Cao Ly Nhân Tông phát động chính biến nhằm tiêu diệt ngoại thích Lý Tư Khiêm cùng bè đảng, phái Thôi Trác, Ngô Trác tập kích vào ban đêm. Thác Tuấn Kinh vốn là bè đảng của Tư Khiêm, nên Thác phủ cũng bị tấn công. Con của Tuấn là Thác Thuần cùng em trai Thác Tuấn Thần bị giết. Tuấn Kinh biết tin, trong cơn nóng giận dẫn quân xông vào kinh thành, đốt trụi nhà cửa, giết nhiều đại thần, trong đó có Tống Nhân, truy sát buộc Nhân Tông phải tị nạn rồi đầu hàng.
Sau chính biến, Lý Tư Khiêm cùng Thác Tuấn Kinh bát hòa. Nhân Tông phái Thôi Tư Toàn đến thuyết phục Tuấn Kinh. Tuấn Kinh bèn quy thuận Nhân Tông, cho quân bắt giữ Tư Khiêm cùng đồng đảng.
Năm 1127, Cao Ly Nhân Tông khống chế được triều chính, bèn tìm cách trừ khử Thác Tuấn Kinh, bắt lưu đày ở đảo Nham Đọa.
Năm 1144, Thác Tuấn Kinh được triệu về triều, phong chức triều phụng đại phu, kiểm hiệu Hộ bộ thượng thư, được ít hôm thì chết.

## Gia đình

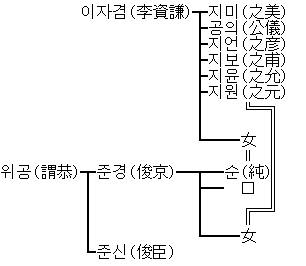
Quan hệ giữa Lý Tư Khiêm và Thác Tuấn Kinh.

Thác Tuấn Kinh có một con trai là Thác Thuần (拓純), lấy con gái của Lý Tư Khiêm, bị quân của Cao Ly Nhân Tông giết hại.